# Cordulegaster annandalei
Cordulegaster annandalei är en trollsländeart som först beskrevs av Fraser 1924.  Cordulegaster annandalei ingår i släktet Cordulegaster och familjen kungstrollsländor. IUCN kategoriserar arten globalt som otillräckligt studerad. Inga underarter finns listade i Catalogue of Life.